# Gríðr
Gríðr o gýgr es una jotun de la mitología nórdica. Estaba al tanto de los planes de Loki para hacer que Thor muriese a manos del gigante Geirrøðr y ayudó a Thor proveyéndolo de una serie de objetos mágicos que le suplían la ausencia de sus tres tradicionales atributos: una Megingjǫrð -un cinturón de fuerza-, las Járngreipr -un par de guantes de hierro- y el Gríðarvǫlr o ‘vara de Gríðr’. Estos objetos salvaron la vida de Thor quien en ese momento no contaba con su martillo, Mjǫllnir.
En la Edda prosaica se le menciona como la madre de Vidar por Odín.
Se hace referencia a Grid en el poema Þórsdrápa y en Skáldskaparmál de Snorri Sturluson. Ella o alguien con su mismo nombre es mencionada como una bruja en Illuga saga Gríðarfóstra.